# Fingerita
La fingerita és un mineral de la classe dels fosfats. Rep el seu nom del Dr. Larry W. Finger (1940-), del laboratori geofísic del Carnegie Institution for Science de Washington.

## Característiques
La fingerita és un fosfat de fórmula química Cu11(VO₄)₆O₂. Va ser aprovada com a espècie vàlida per l'Associació Mineralògica Internacional l'any 1983. Cristal·litza en el sistema triclínic, i es troba en forma de grans negres de fins a 150 micròmetres.
Segons la classificació de Nickel-Strunz, la fingerita pertany a «08.BA: Fosfats, etc. amb anions addicionals, sense H₂O, només amb cations de mida mitjana, (OH, etc.):RO₄ sobre 1:1» juntament amb els següents minerals: ambligonita, montebrasita, tavorita, triplita, zwieselita, sarkinita, triploidita, wagnerita, wolfeïta, stanĕkita, joosteïta, hidroxilwagnerita, arsenowagnerita, holtedahlita, satterlyita, althausita, adamita, eveïta, libethenita, olivenita, zincolibethenita, zincolivenita, auriacusita, paradamita, tarbuttita, barbosalita, hentschelita, latzulita, scorzalita, wilhelmkleinita, trol·leïta, namibita, fosfoel·lenbergerita, urusovita, theoparacelsita, turanita, stoiberita, averievita, lipscombita, richel·lita i zinclipscombita.

## Formació i jaciments
Va ser descoberta al Volcà d'Izalco, un volcà que es troba al departament de Sonsonate, a El Salvador. Es tracta de l'únic indret on ha estat descrita aquesta espècie mineral.